# Choroba mokrego ogona
Choroba mokrego ogona (choroba mokrego tułowia), nazywana również „ciekłym chomikiem” – śmiertelna choroba bakteryjna atakująca chomiki, głównie chomiczki syryjskie oraz chomiki dżungarskie.

## Przyczyna
Za główny powód choroby uważane jest osłabienie organizmu przez stres. Schorzenie dotyka głównie młode zwierzęta. Wpływ na jej rozwój mogą mieć także niewłaściwe warunki hodowli i uwarunkowania genetyczne. Bezpośrednią przyczyną choroby jest infekcja bakteryjna lub zaburzenie równowagi flory bakteryjnej w jelicie gryzonia.

## Objawy
Głównym objawem choroby mokrego ogona jest bardzo silna biegunka. Zwierzę staje się apatyczne, porusza się na sztywnych łapach. W skrajnych przypadkach może dojść do wypadnięcia jelita grubego przez odbyt. Śmierć następuje w wyniku odwodnienia, wygłodzenia lub wypadnięcia jelita.

## Leczenie
Choroba rozwija się bardzo szybko. Bywa, że zwierzę pada już w dobę po wystąpieniu pierwszych objawów. Dlatego szansa wyzdrowienia zależy od tego, jak wcześnie schorzenie zostało zdiagnozowane. Leczenie polega na podawaniu antybiotyków i środków przeciw biegunce. Zwierzę powinno odizolować się od innych osobników z powodu ryzyka zarażenia.